# Дянко Стефанов (вилна зона)
Дянко Стефанов е вилна зона на град Русе. Намира се в западната част на града. В близост се намират вилните зони Долапите и 9-и километър, западният парк Приста. Зоната носи името на разстреляния тук комунистически активист Дянко Стефанов.